# I Need You Tonight
I Need You Tonight este single-ul de debut al lui Professor Green, in colaborare cu Ed Drewett, care a fost produs de ThundaCatz. 
| Digital download |                                              |         |  |
| Nr.              | Titlu                                        | Lungime |  |
| 1.               | „I Need You Tonight”                         | 3:45    |  |
| 2.               | „I Need You Tonight” (Doman & Gooding Remix) | 4:20    |  |
| 3.               | „I Need You Tonight” (Gramophonedzie Remix)  | 6:50    |  |
| 4.               | „I Need You Tonight” (Instrumental)          | 3:44    |  |
| 5.               | „Hard Night Out”                             | 3:16    |  |
| 6.               | „I Need You Tonight” (Video)                 | 3:34    |  |

| CD single |                                              |         |  |
| Nr.       | Titlu                                        | Lungime |  |
| 1.        | „I Need You Tonight”                         | 3:45    |  |
| 2.        | „I Need You Tonight” (Doman & Gooding Remix) | 4:20    |  |

## Credits & personnel
- Writer - Manderson, Moore, El Bergamy, A.Farriss, M.Hutchence
- Producer - The ThundaCatz
- Mixer - Steve Fitzmaurice
- Sample Replay Producer - Mark Summers - Scorccio

## Videoclip
Videoclipul pentru "I need you tonight", a fost filmat la un pub din Hackney, Londra.Profesor Green a fost luat ca un idiot de o fata (jucat de modelul Carly Baker), care încearcă cu disperare să atragă atenția. Cu toate acestea el sfârșește prin a deveni extrem de beat și începe provocând haos în pub. Drewett apare, de asemenea, în clip.

## Clasare
| Chart (2010)                         | Peak position |
| ------------------------------------ | ------------- |
| Irlanda (IRMA)                       | 15            |
| UK Singles (Official Charts Company) | 3             |

| Country | Provider | Certifications |
| ------- | -------- | -------------- |
| UK      | BPI      | Silver 200k+   |